# Fen runners
Fen runners, of ook wel Whittlesey runners zijn een type schaatsen dat vooral werd gebruikt bij het Fen skating. Fen skating is een vorm van schaatsen die vooral werd beoefend in het Engelse Fen district. Een belangrijk gegeven hierbij is dat bij het Fen skating nauwelijks bochten gereden werden. Daar zijn fen runners dus ook niet geschikt voor.

## Opbouw van de schaats

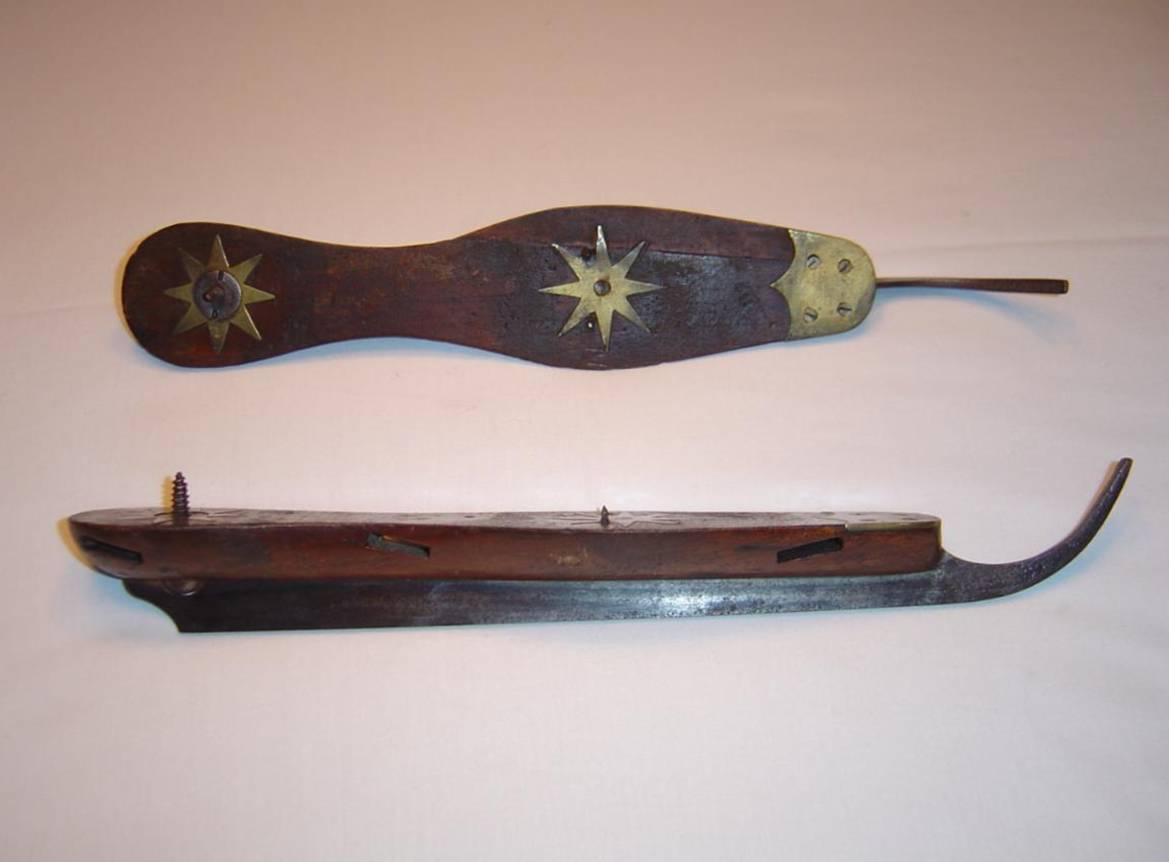
Fen Runners

De voetstapel was gemaakte van berkenhout. In het achterste gedeelte zat een schroef gemonteerd die in de hak van een laars gedraaid kon worden zodat de schaats stevig vast zat. Ook op het voorste gedeelte zaten vaak drie pinnetjes voor extra grip. Verder zaten er in de voetstapels extra gaten waardoor de leren veters getrokken konden worden om de voet stevig vast te binden. Dit type schaats liep van achter naar voren enigszins af waardoor er druk op de voorkant van de schaats kwam te staan, zodat schaatsers zich sneller vooruit konden 'klauwen'. Deze stijl werd lang volgehouden totdat men zich in de jaren negentig van de negentiende eeuw ging voortbewegen in een andere stijl door op noren te gaan schaatsen. Deze laatste stijl werd ook wel de Hollandse krul genoemd.